# Chora Sfakion
Chora Sfakion (gr. Χώρα Σφακίων) – miejscowość w Grecji, na południowo-zachodnim wybrzeżu Krety, w administracji zdecentralizowanej Kreta, w regionie Kreta, w jednostce regionalnej Chania. Siedziba gminy Sfakia. W 2011 roku liczyła 212 mieszkańców.
Miejscowość posiada dwa porty, które obsługują promy z Ajia Rumeli. W trakcie lata region odwiedzany jest przez wielu turystów, których celem podróży jest położony niedaleko wąwóz Samaria. Chora posiada również połączenia promowe z miastem Lutro oraz wyspą Gawdos.
Miejscowość posiada m.in. położoną niedaleko portu tawernę oraz 2 minimarkety, piekarnię i sklep mięsny. Na zachodzie znajduje się plaża kamienista, jedna z głównych atrakcji miejscowości. Występuje szeroka baza noclegowa, w skład której wchodzą hotele, apartamenty oraz prywatne kwatery. Mieszkańcy są zatrudnieni głównie w rybołówstwie, turystyce, uprawie drzew oliwnych oraz przy wypasie kóz i owiec.
W historii Chora znajdowała się zarówno pod wenecką jak i turecką okupacją. W XVIII wieku miejscowość posiadała niewielką flotę morską. Podczas II wojny światowej ucierpiała wskutek bombardowań podczas ewakuacji sił alianckich z Krety, po przegranej aliantów w Bitwie o Kretę.
Chora była słynnym miejscem oporu przeciwko okupantom zarówno weneckim, jak i tureckim. Okoliczne pasmo górskie sprzyjał walce oraz odpieraniu ataków wroga. W wiosce Anopolis urodził się największy bohater rewolucyjny Krety – Daskalojanis.